# سامانتا رایلی
سامانتا رایلی (به انگلیسی: Samantha Riley) (زادهٔ ۱۳ نوامبر ۱۹۷۲) شناگر اهل استرالیا است.